# Guglielmo Gisalberti
Guglielmo Gisalberti (... – 1251) è stato un vescovo cattolico italiano, vescovo di Acqui dal 1240 alla sua morte.

## Biografia
Discendente della famiglia Gisalberti di Mombaruzzo, fu abate dell'abbazia di San Quintino di Spigno, incarico che mantenne anche una volta eletto vescovo della diocesi di Acqui come si evince da alcuni atti in cui si firmava "vescovo-abate"; il titolo di abate venne mantenuto in modo che il vescovo potesse continuare a usufruire del beneficio dell'abbazia siccome la mensa vescovile di Acqui in quel periodo era particolarmente ridotta. 
Probabilmente eletto verso fine 1240 a seguito della rinuncia di Giacomo di Castagnole, il primo documento a sua firma come vescovo eletto di Acqui è un atto di sottomissione da parte di un certo Opizzone di Orsara datato 18 settembre 1241.
Durante il suo episcopato, su richiesta della città, giunsero ad Acqui dal convento di Cairo i minori francescani ai quali venne assegnata la chiesa di San Giovanni.
Con due documenti, il primo del 20 settembre 1248 e il secondo del 28 agosto 1249, intervenne in una controversia tra il capitolo e le monache cistercensi di Santa Maria de Predalibus a Morsasco assegnando loro la chiesa a fronte di una compensazione economica annuale al vescovo.
L'ultimo atto di Guglielmo, l'assegnazione delle decime dei beni vescovili a Belmonte e Bruno al Signore di Mombaruzzo, è datato 10 maggio 1251. Questo documento consente di collocare la sua morte nella prima metà dello stesso anno, dal momento che già nel giugno 1251 la diocesi risulta amministrata dal suo successore, Alberto.